# Strausberger Platz (metrostation)
Strausberger Platz is een station van de metro van Berlijn, gelegen aan de oostzijde van het gelijknamige plein, onder de Karl-Marx-Allee, in het Berlijnse stadsdeel Friedrichshain. Het metrostation werd geopend op 21 december 1930 aan het eerste deel van lijn E, de huidige U5. Tijdens de deling van de stad lag station Strausberger Platz in Oost-Berlijn.
Strausberger Platz kreeg zoals alle stations op lijn E een standaardontwerp van de hand van Alfred Grenander, indertijd huisarchitect van de Berlijnse metro. Om de sterk op elkaar gelijkende stations van elkaar te onderscheiden maakte Grenander gebruik van de zogenaamde kenkleur, die toegepast werd op vaste elementen als de wandbetegeling en de stalen steunpilaren. De toewijzing van de kenkleur volgde een zich herhalend patroon: roze, lichtgrijs, geel, blauwgroen, lichtgroen. Station Schillingstraße werd uitgevoerd in grijze tinten. De perronhal is ongeveer anderhalve verdieping hoog, zodat men perron en sporen vanaf de tussenverdiepingen kan overzien.
Tijdens de Tweede Wereldoorlog leed het Berlijnse metronet grote schade. Ook station Strausberger Platz werd getroffen: op 7 mei 1944 sloeg een vliegtuigbom door het dak aan de westzijde van het metrostation. Het station bleef geopend tot 23 april 1945, hoewel er op het laatst alleen nog pendeltreinen naar de Alexanderplatz reden. In de nadagen van de oorlog werd station Strausberger Platz opnieuw door bommen geraakt, met grote verwoestingen als gevolg. De situatie verergerde nog in mei 1945, toen de Noord-zuidtunnel van de S-Bahn ter hoogte van het Landwehrkanaal werd opgeblazen en onder water kwam te staan. Via een voetgangerstunnel in station Friedrichstraße bereikte het water ook het metronetwerk. Bijna een miljoen kubieke meter water verspreidde zich vervolgens door de tunnels en het traject Alexanderplatz - Frankfurter Allee van lijn E overstroomde volledig. Na het einde van de oorlog begon men met het leegpompen van de tunnels en het herstellen van de schade. Op 20 juni 1945 stopten de eerste pendeltreinen weer in station Strausberger Platz.

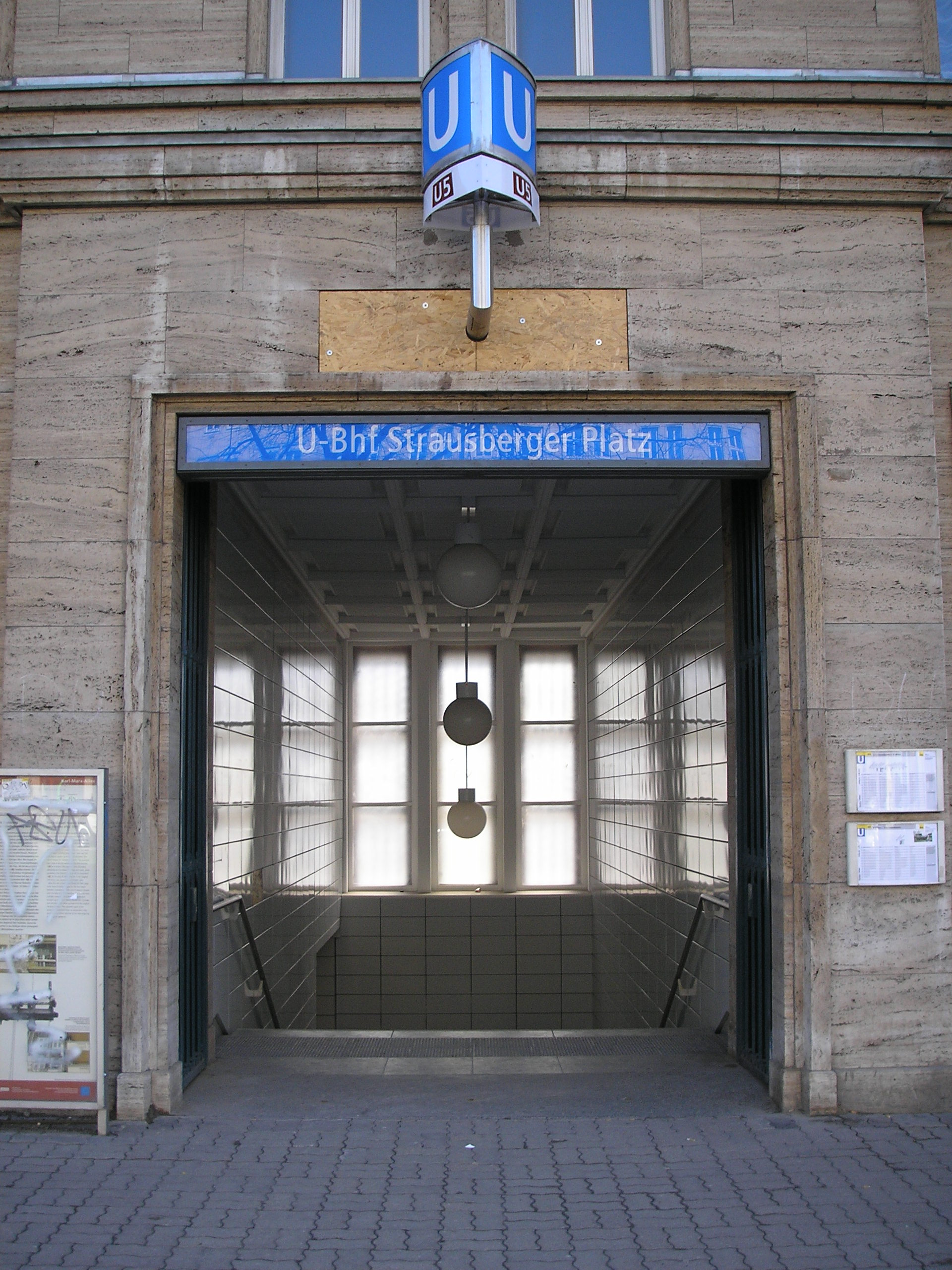
Een van de toegangen tot het station, geïntegreerd in een huizenblok

In de vijftiger en zestiger jaren werd de compleet verwoeste Strausberger Platz heraangelegd en iets naar het westen verschoven; om deze reden ligt het metrostation tegenwoordig niet onder het plein, maar ten oosten ervan. De DDR-autoriteiten lieten de Große Frankfurter Straße en de Frankfurter Allee, de straten die het tracé van lijn E volgde, ombouwen tot pronkboulevard: de Stalinallee. De zuidwestelijke toegang van station Strausberger Platz werd hierbij in een van de nieuwe gebouwen geïntegreerd. Deze ingang staat inmiddels onder monumentenbescherming, evenals het authentieke gietijzeren portaal boven de noordwestelijke ingang en de in 1952 aangelegde toegang op de hoek van de Karl-Marx-Allee en de Andreasstraße. Ook het interieur van het station veranderde in de DDR-periode: de oorspronkelijke lichtgrijze wandbetegeling werd vervangen door verticaal geplaatste beige tegels. Een dergelijke renovatie vond in alle stations van de toenmalige lijn E plaats.
Tussen 2003 en 2004 stak men de oudste stations van de U5 in een nieuw jasje. De wandbetegeling moest wijken voor een vandalismebestendige bekleding van geëmailleerde metaalplaten, waarbij werd teruggegrepen op het principe van de kenkleur. Station Strausberger Platz kreeg in 2003 opnieuw lichtgrijze wanden, met een brede mintgroene band waarin de stationsnaam geschreven is; de pilaren kregen een mintgroene beschildering. Daarnaast werd de verlichting verbeterd, werd er een nieuwe vloer gelegd en kwam er nieuw perronmeubilair.

Bij de sanering van de stations van de U5 bouwde men, in tegenstelling tot een eerder vergelijkbaar project op de U6, nog geen liften in. Volgens de prioriteitenlijst van de Berlijnse Senaat zal station Strausberger Platz echter nog voor 2010 van een lift voorzien worden.